# Pacific Rim: Uprising
Pour les articles homonymes, voir Pacific Rim et Uprising.
Série Pacific Rim
Pacific Rim
(2013)
Pour plus de détails, voir Fiche technique et Distribution.
Pacific Rim: Uprising, ou Rives du Pacifique : La Révolte au Québec, est un film américano-britanno-sino-nippo-mexicain réalisé par Steven S. DeKnight et sorti en 2018.
Il fait suite à Pacific Rim de Guillermo del Toro, sorti en 2013. Il se déroule dix ans après les évènements du premier film et la fermeture de la brèche. Cela avait marqué la fin de la guerre contre les Kaijûs. Le monde se reconstruit et vit désormais en paix sans les Kaijûs. Jake, fils du Marshall Stacker Pentecost, vit de vols et de troc tout en fuyant le passé familial. Il va faire la connaissance de la jeune Amara Namani, qui a fabriqué son propre Jaeger. Ils sont tous deux arrêtés pour vol de matériel de Jaeger et construction illégale de Jaeger et, afin d'éviter la prison, sont obligés d'accepter d'être enrôlés dans le programme Jaeger à l'école des cadets en Chine où Jake retrouve son ancien copilote de Jaeger, Nate Lambert, afin de former les nouvelles recrues pilotes, qu'Amara rejoint. Sur place, tout le monde est en effervescence car les Jaegers sont sur le point d'être rendus obsolètes par le vote d'un programme de drones produits par Shao Corporation et développés par Liwen Shao et le Dr Newton Geiszler. Jake retrouve par ailleurs sa demi-sœur, Mako Mori, devenue Secrétaire Générale du Corps de Défense Pan Pacifique (Pan Pacific Defense Corps). Mais alors que le sommet pour le vote est sur le point de commencer à Sydney, un Jaeger illégal débarque et attaque la ville, tuant Mako Mori.

## Synopsis
En 2035, dix ans après la bataille de la brèche, au cours de laquelle le portail créé par les précurseurs (par lequel ils ont envoyé un Kaijū) a été fermé,  l'ancien pilote de Jaeger Jake Pentecost, fils de Stacker Pentecost, gagne sa vie en volant et vendant des pièces de Jaeger sur le marché noir de Santa Monica, en Californie. Après avoir suivi une partie du noyau de puissance d'un Jaeger handicapé jusqu'à l'atelier secret d'Amara Namani, passionnée de Jaeger, âgée de quinze ans, tous deux sont appréhendés par le Corps de défense pan-pacifique (PPDC) à la suite d'une altercation entre le petit Jaeger Scrapper monopilote d'Amara et les forces de l'ordre Jaeger November Ajax. La sœur adoptive de Jake et sénatrice japonaise Mako Mori le persuade de retourner au PPDC en Chine en tant qu'instructeur pour éviter la prison, avec Amara comme recrue.
En arrivant au China Shatterdome, Jake commence à entraîner les cadets de Jaeger avec son ancien copilote Nathan "Nate" Lambert. Nate et Mako expliquent que le programme Jaeger est menacé par le nouveau programme de drones de Shao Corporation, qui propose de produire en masse des drones Jaeger développés par Liwen Shao et le Dr Newton 'Newt' Geiszler. Mako doit livrer une évaluation finale pour déterminer l'approbation des drones lors d'une réunion du conseil du PPDC à Sydney, mais est accidentellement tué par un rebelle Jaeger, Obsidian Fury, lors d'une altercation avec ce dernier. Sa mort incite le conseil du PPDC à autoriser et déployer les drones immédiatement. Obsidian Fury s'échappe dans l'océan avant que les Jaegers de secours ne puissent l'appréhender.
Quelques instants avant sa mort, Mako avait transmis l'emplacement d'une ancienne usine de production de Jaeger en Sibérie. Jake et Nate s'y rendent dans Gipsy Avenger, mais Obsidian Fury détruit le complexe et les engage dans la bataille. Bien qu'Obsidian Fury ait initialement le dessus, Gipsy Avenger est capable de maîtriser le Jaeger. En retirant son réacteur, ils découvrent que Obsidian Fury n'était pas contrôlé par des humains, mais par le cerveau secondaire d'un Kaiju, dont les tests montrent qu'il a été développé sur Terre.
Lorsque les drones atteignent leurs emplacements respectifs, leur contrôles sont détournées par des cerveaux de Kaiju clonés secrètement et installé à leurs bord. Les hybrides Kaiju-Jaeger attaquent simultanément tous les Shatterdomes, infligeant de lourdes pertes et neutralisant presque tous les Jaegers. Newt et le Dr Hermann Gottlieb tentent de désactiver les drones, mais ce dernier découvre que le premier est derrière l'attaque lorsqu'il ordonne aux hybrides Kaiju-Jaeger d'ouvrir plusieurs brèches à travers le Pacifique. L'esprit de Newt est possédé par les précurseurs — qui ont forgé un lien lorsque lui et Hermann ont dérivé avec des cerveaux Kaijū — et révèle qu'il a placé les cerveaux dans les drones pour s'assurer que le plan des précurseurs se poursuivrait.
Bien que Liwen soit capable de détruire les drones, fermant les brèches, trois créatures, Hakuja, Shrikethorn et Raijin avaient déjà émergé et atteint Tokyo. L'équipe se rend compte que le véritable objectif des précurseurs est de faire exploser le mont Fuji avec le sang des Kaijus, ce qui provoquera l'éruption de tous les volcans bordant la ceinture de feu, libérant de la matière volcanique dans l'atmosphère et anéantissant toute vie sur Terre, terraformant simultanément la planète pour la colonisation des précurseurs.
Les cadets sont mobilisés pendant qu'Hermann et Liwen réparent les quatre Jaegers récupérables du PPDC; Hermann développe des fusées alimentées par le sang Kaijū, qui lancent l'équipe à Tokyo. Bien que les Jaegers, y compris Gipsy Avenger, repoussent initialement les trois Kaiju, Newt les fusionne en un "Mega-Kaijū" utilisant des parasites robotiques de l'une des usines de Liwen. Trois des quatre Jaegers sont détruits, laissant Gipsy Avenger comme le seul restant. Jake et Amara, remplaçant le blessé Nate, le pilotent contre le Mega-Kaijū, avec Liwen pilotant à distance Scrapper et les aidant en localisant une fusée et en la soudant à Gipsy, qui envoie le Jaeger (avec Scrapper) dans l'atmosphère et en retombant sur Terre, entre en collision avec le Mega-Kaijū, le tuant in extremis. Jake et Amara survivent en se transférent dans Scrapper. Furieux de la mort du Mega-Kaiju, Newt tente de lancer un "Plan B" mais il est assommé et capturé par Nate. Plus tard, Jake parle avec Newt, qui l'avertit du retour du Précurseur. Jake déclare que l'humanité se prépare pour la guerre à venir.

## Fiche technique
Sauf indication contraire, les informations mentionnées dans cette section peuvent être confirmées par la base de données cinématographiques IMDb,  présente dans la section « Liens externes ».
- Titre original et français : Pacific Rim Uprising
- Titre québécois : Rives du pacifique : La Révolte[1]
- Réalisation : Steven S. DeKnight
- Scénario : Steven S. DeKnight, Emily Carmichael, Kira Snyder et T. S. Nowlin, d'après les personnages créés par Travis Beacham
- Musique : Lorne Balfe
- Direction artistique : Robert Bavin, Mitch Cass, Fiona Donovan, Aashrita Kamath, Jacinta Leong et Tom Nursey
  - Directeur artistique superviseur : Luke Freeborn, Charlie Revai et Adam Wheatley (chine)
- Décors : Stefan Dechant
- Photographie : Dan Mindel et Michael Manson
- Son : Frank A. Montaño, Jon Taylor, Erik Aadahl
- Montage : Zach Staenberg, Dylan Highsmith et Josh Schaeffer
- Production : John Boyega, Thomas Tull, Guillermo del Toro, Jon Jashni, Mary Parent, Femi Oguns et Cale Boyter

Production déléguée : Hopming Cheng, Eric McLeod et Dory Wu
Production associée : Jay Ashenfelter, Jake Rice et Brook Worley
Coproduction : Jennifer Conroy
- Sociétés de production[2] :
  - États-Unis : Legendary Pictures, Double Dare You Productions (DDY)[3], avec la participation de Universal Pictures,
  - Royaume-Uni : UpperRoom Productions[4],
  - Chine : en association avec Khorgos Shanwei Film,
  - Japon : présenté en association avec Dentsu et Fuji Television Network.
- Sociétés de distribution : 
  - États-Unis, Canada : Universal Pictures
  - France, Royaume-Uni, Belgique, Mexique, Suisse : Universal Pictures International
  - Chine : China Film Group Corporation
  - Japon : Toho-Towa
- Budget : 150 millions de $[5]
- Pays de production :  États-Unis,  Royaume-Uni,  Chine,  Japon,  Mexique
- Langues originales : anglais, mandarin, russe
- Format[6] : couleur - D-Cinema - 2,39:1 (Cinémascope) - son SDDS | Auro 11.1 | Dolby Atmos + Vision | DTS (DTS: X)
- Genre : science-fiction et action
- Durée : 111 minutes
- Dates de sortie[7] :
  - France, Belgique, Suisse romande[8] : 21 mars 2018
  - Mexique : 22 mars 2018
  - États-Unis, Chine, Royaume-Uni, Québec[1] : 23 mars 2018
  - Japon : 13 avril 2018
- Classification[9] :
  -  États-Unis : Accord parental recommandé, film déconseillé aux moins de 13 ans (certificat #51327) (PG-13 - Parents Strongly Cautioned)[Note 1].
  -  Royaume-Uni : Les enfants de moins de 12 ans doivent être accompagnés d'un adulte (12A - Suitable for 12 years and over)[10].
  -  Chine : Pas de système.
  -  Japon : Tous publics - Pas de restriction d'âge (Eirin - G).
  -  Mexique : 12 ans et plus (B)[11],[Note 2].
  -  France : Tous publics (visa d'exploitation no 148471 délivré le 16 mars 2018)[12].
  -  Québec : Tous publics (G - General Rating).
  -  Suisse : Interdit aux moins de 14 ans[13].

## Distribution
- John Boyega (VF : Diouc Koma ; VQ : Kevin Houle) : Jake Pentecost
- Scott Eastwood (VF : Benjamin Gasquet ; VQ : Adrien Bletton) : Nate Lambert
- Cailee Spaeny (VF : Camille Donda ; VQ : Sarah-Jeanne Labrosse) : Amara Namani
- Madeleine McGraw : Amara Namani jeune
- Rinko Kikuchi (VF : Geneviève Doang ; VQ : Catherine Bonneau) : Mako Mori
- Charlie Day (VF : Benoit DuPac ; VQ : Hugolin Chevrette) : Dr Newton Geiszler
- Burn Gorman (VF : Jérémy Prévost ; VQ : Gilbert Lachance) : Dr Hermann Gottlieb
- Jing Tian (VF : Ludivine Maffren ; VQ : Aline Pinsonneault) : Liwen Shao
- Wesley Wong (VQ : Gabriel Lessard) : Jinhai
- Adria Arjona (VQ : Catherine Proulx-Lemay) : Jules Reyes
- Zhang Jin (VF : Stéphane Fourreau ; VQ : Patrice Dubois) : Marshal Quan
- Karan Brar (VF : Martin Faliu ; VQ : Alexandre Bacon) : Suresh
- Ivanna Sakhno (VQ : Geneviève Bédard) : Vik
- Mackenyu (VF : Alexandre Bierry ; VQ : Charles Sirard-Blouin) : Ryoichi
- Shyrley Rodriguez : Renata
- Levi Meaden (en) : Ilya
- Rahart Adams : Tahima Shaheen
- Zhu Zhu : Juen
- Nick E. Tarabay : Sonny
- Tam Rapp (VF : Céline Mauge) : Mona Lambert

 Source et légende : version française (VF) sur RS Doublage ; version québécoise (VQ) sur Doublage.qc.ca

## Personnages

### Jaegers
Les Jaeger (de l'allemand Jäger, « chasseur ») sont des robots géants, pilotés conjointement par connexion neuronale par deux pilotes et déployés par le Pan Pacific Defense Corps. Ils ont été créés pour contrer les kaiju, qui étaient impossibles à battre en utilisant des armes classiques, du fait de leur stratégie changeante. Ils font au moins vingt-cinq étages de haut.

### Kaijus
Les Kaijus (du japonais 怪獣, « monstre » ou plutôt dans d'autres œuvres « monstre géant ») sont une race de créatures amphibies géantes qui ont été créées génétiquement par une race d'extraterrestres inter-dimensionnelle venue d'un monde que l'on nomme le Pré-Univers. Ces aliens se nomment les Précurseurs. En 2013, les Précurseurs ont ouvert un portail inter-dimensionnel situé au large des côtes de la Chine, près de Guam, sur le sol de la Challenger Deep de l'océan Pacifique qu'on surnomme la Brèche. Le sang des Kaiju, appelé le bleu kaiju, est une substance fluorescente très toxique pour la Terre et les humains. La plupart des Kaijus ont une lueur bioluminescente extérieure sur le corps et une lueur bioluminescente intérieure, dans la bouche. Comparés aux Kaijus du premier film, ceux-là sont plus évolués. Les Kaijus du film sont :
Hakuja
Le kaiju, ressemblant à une mante religieuse et un alligator, a une lueur bleue au fond de sa gueule et sur son corps. Hakuja a 6 pattes, 3 de chaque côté du corps. Il est également couvert de plaques blindées, similaires à celles d'un pangolin (comme Raiju, dans le premier film). Comme une taupe, il a la capacité de creuser sous terre. Hakuja est assez agile pour sauter sur des bâtiments. Ses muscles sont renforcés par son sang fondu, et sa queue pointue comme une baïonnette peut percer l'armure d'un Jaeger. Kaiju de 4e catégorie (CAT IV).
Shrikethorn
Le kaiju à tête de requin-marteau, (comme Slattern, dans le premier film). Il a une lueur bleue au fond de sa gueule et sur son corps. Il a la capacité de produire du plasma qu'il peut utiliser comme arme offensive. Ses deux queues jumelles portent des épines pointues qui peuvent être lancées, comme des flèches, devenant des projectiles dangereux. Kaiju de 4e catégorie (CAT IV).
Raijin
Le kaiju bipède qui est comparé à un Tyrannosaure Rex en apparence ou en tempérance. Il a une lueur bleue au fond de sa gueule et sur son corps. Sa tête a la forme d'une plante carnivore, qu'il peut fermer pour se défendre et absorber l'énergie cinétique des armes utilisées par les Jaegers. Il peut utiliser l'énergie pour s'autonomiser ou la rediriger vers un adversaire. Kaiju de 5e catégorie (CAT V).
Insurrector
Le kaiju qui apparait dans le rêve d'Amara. Il a une lueur bleue au fond de sa gueule et sur son corps. Kaiju de 4e catégorie (CAT IV) apparu le 5 juillet 2024 à Los Angeles. Il a tué la famille d'Amara Namani lorsqu'elle n'avait que 5 ans. Tué par Striker Eureka.
Mega-Kaiju
C'est la fusion de trois kaijus, (Raijin, Shrikethorn et Hakuja), qui forme un kaiju trois fois plus grand qu'un Jaeger.

## Production

### Genèse et développement

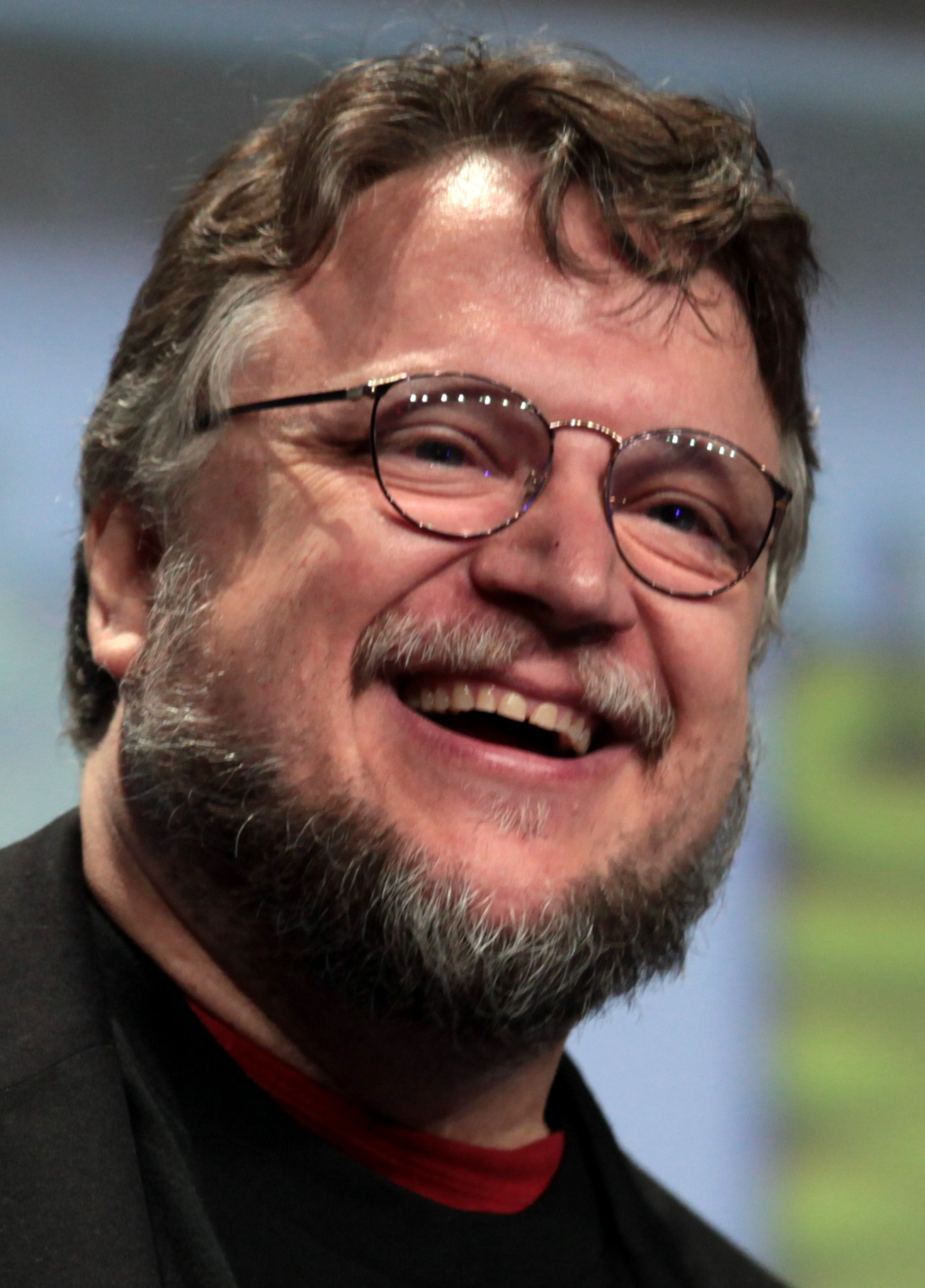
Guillermo del Toro

En juillet 2012, un an avant la sortie de Pacific Rim, Guillermo del Toro évoque la possibilité de faire une suite. En décembre 2012, Legendary Pictures annonce que Travis Beacham, coscénariste du premier film, est engagé pour l'écrire. Guillermo del Toro ne confirme cependant pas son retour comme réalisateur. Au WonderCon 2013, Guillermo del Toro exprime cependant son enthousiasme pour un éventuel crossover entre Pacific Rim et Godzilla (autre film de Kaijū produit par Legendary Pictures). En octobre 2013, Guillermo del Toro confirme que Travis Beacham et lui vont écrire la suite, bien que ce projet de suite ne soit pas confirmé entièrement par le studio.
En juin 2014, alors que la suite n'est pas encore officiellement confirmée, Guillermo del Toro révèle qu'il a secrètement travaillé sur le script avec Zak Penn pendant plusieurs mois, Travis Beacham a quant à lui préféré se focaliser sur sa série télévisée Hieroglyph. Quelques jours plus tard, Guillermo del Toro confirme qu'il réalisera le film, qui sera distribué par Universal Pictures. La sortie est alors fixée pour le 7 avril 2017. Il est par ailleurs annoncé qu'une série d'animation et des comics pourraient faire le lien entre les deux films,,.
En juillet 2014, Guillermo del Toro annonce que la préproduction de Pacific Rim 2 débutera en août 2014, que les repérages auront lieu en juillet 2015, pour un tournage prévu dès novembre 2015,. En octobre 2014, le réalisateur évoque déjà la possibilité de faire un troisième film.
En novembre 2014, Guillermo del Toro explique que la suite ne se déroulera pas immédiatement après le premier film mais plusieurs années plus tard, et qu'elle se focalisera sur les répercussions de la guerre contre les Kaijūs et l'évolution de la technologie des Jaeger. Il confirme par ailleurs la présence des personnages incarnés par Charlie Day et Burn Gorman dans le premier film.

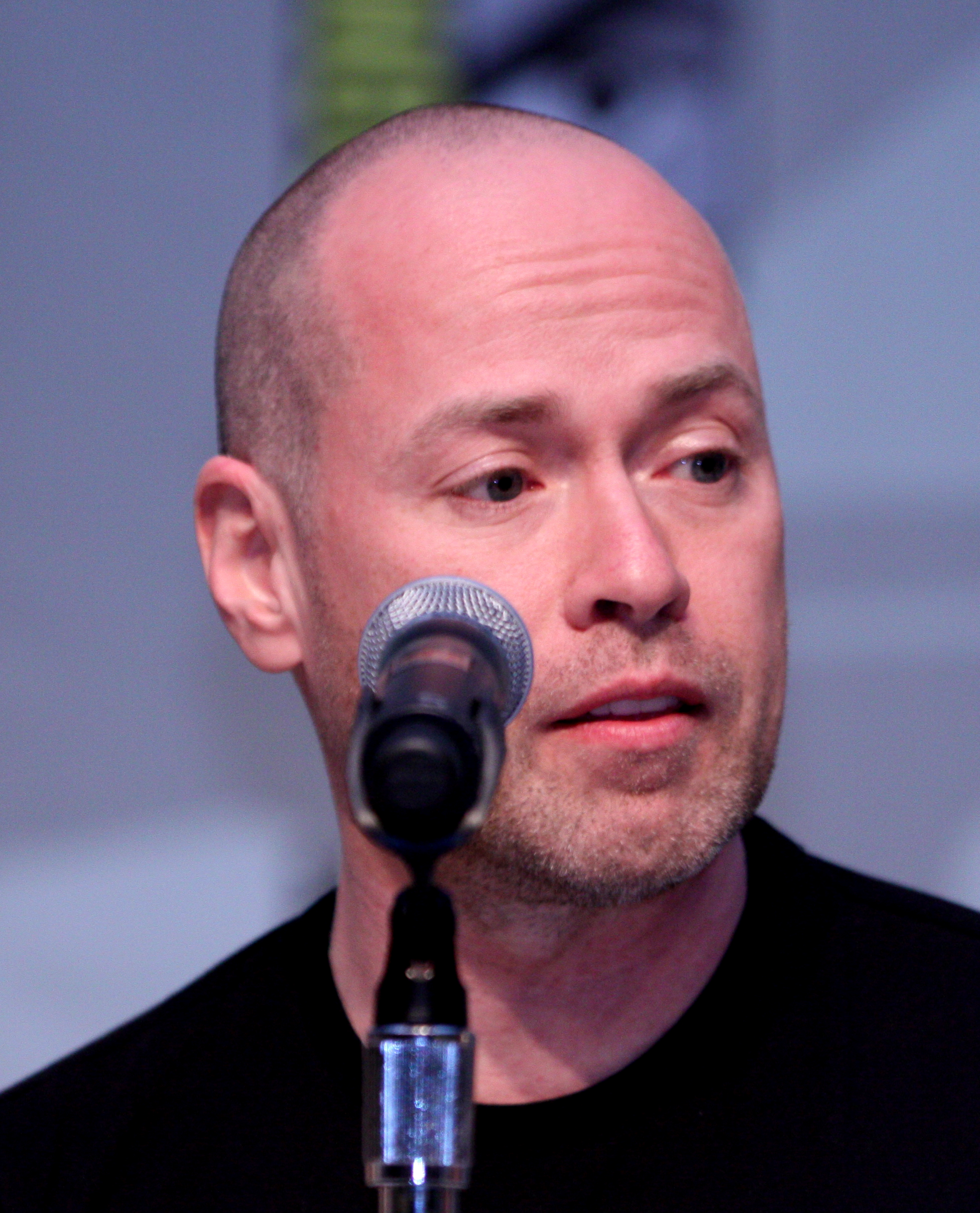
Le réalisateur Steven S. DeKnight

En janvier 2015, Zak Penn révèle que le film s'intéressera aux origines des Kaijūs. En juillet 2015, Guillermo del Toro rapporte qu'il travaille toujours à la préproduction du film, dont le tournage devrait débuter en novembre 2015 à Toronto et en Chine,. Le titre de travail est alors Maelstrom, qui désigne un trou noir dans l'océan.
En février 2016, le studio et Guillermo del Toro annoncent sur Twitter que Steven S. DeKnight sera finalement le réalisateur du film, faisant ainsi ses grands débuts après plusieurs incursions à la télévision. Il est par ailleurs annoncé que Jon Spaihts  a participé au scénario et que Guillermo del Toro reste sur le projet en tant que producteur. En mai 2016, Derek Connolly est chargé de faire d'autres réécritures.
Le titre du film, Pacific Rim: Maelstrom, est confirmé en novembre 2016, alors que le tournage vient de débuter. Cependant, mi-décembre 2016, le titre change à nouveau et devient Pacific Rim: Uprising.

### Attribution des rôles
En juin 2016, John Boyega est officialisé dans le rôle principal, le fils de Stacker Pentecost, incarné par Idris Elba dans le premier film. Quelques jours plus tard, il est annoncé que Scott Eastwood est en contact pour rejoindre le projet.
Pris par d'autres projets Charlie Hunnam, interprète du personnage principal du premier film, Raleigh Becket, ne reprend pas son rôle. En septembre 2016, l'inconnue Cailee Spaeny décroche un rôle féminin important, suivie quelques jours plus tard par l'actrice chinoise Jing Tian,, par Levi Meaden et Adria Arjona,
En octobre 2016, Karan Brar rejoint à son tour la distribution. En novembre, c'est au tour de l'Australien Rahart Adams de décrocher un rôle.

### Tournage
Le tournage débute le 9 novembre 2016,. Il a lieu dans les Fox Studios Australia à Sydney, à Barangaroo, à Brisbane. La production se rend ensuite en Chine le 8 mars 2017. Le tournage s'achève fin mars 2017 sur l'île de Qingdao.

## Sortie et accueil

### Date de sortie
Pacific Rim Uprising est sorti en salle le 21 mars 2018, en France, et le 23 mars de la même année aux États-Unis, il est la suite directe de Pacific Rim (2013) réalisé par Guillermo del Toro.

### Accueil critique
Le film est mal reçu par la critique presse, et la critique des spectateurs est très mitigée. Sur Allociné, le film reçoit une note de 2,5/5 de la part de la presse, le site agrégateur américain Rotten Tomatoes recense 252 critiques pour un résultat de 44 %, soit un résultat très mitigé, cependant Rotten Tomatoes met en avant le côté spectaculaire du film, qui satisfait les fans du premier opus. En France, la presse reçoit très mal le film, mais avec quelques nuances, par exemple, Télérama met en avant la mauvaise prestation en tant que réalisateur de la part de Deknight, en disant « Succédant à Guillermo del Toro, Steven S. DeKnight signe une suite ratée, à base d'intrigue militariste mal ficelée et de combats titanesques abrutissants. », mais à l'opposé, CNEWs salue l'action du film et la qualité des effets spéciaux : « Du fun, des explosions tous azimuts, et une folie des grandeurs assez jouissive ».

### Box-office
Lors de sa première semaine d'exploitation aux États-Unis, le film cumule un total de 28 116 535 $, résultat très en dessous du score du précédent opus, en effet, lors de sa première semaine d'exploitation, Pacific Rim (2013) réalise le score de 37 285 325 $. En France, le film effectue un démarrage assez timide, avec 331 767 entrées, contre les 510 094 entrées du premier opus.
| Pays ou région | Box-office      | Nombre de semaines | Date d'arrêt du box-office |
| -------------- | --------------- | ------------------ | -------------------------- |
| États-Unis     | 59 874 525 $    | ?                  | ?                          |
| France         | 629 557 entrées | ?                  | ?                          |
| Monde          | 290 930 148 $   | 10                 | 30 mai 2018                |

## Distinctions
Entre 2018 et 2019, Pacific Rim: Uprising a été sélectionné 5 fois dans diverses catégories et n'a remporté aucune récompense.

### Nominations
- Prix de la bande-annonce d'or 2018 :
  - Meilleure musique de bande-annonce pour Universal Pictures et Inside Job Productions,
  - Meilleur montage sonore pour Universal HD et AV Squad.
- Prix du jeune public 2018 :
  - Meilleur film d'action,
  - Meilleur acteur dans un film d'action pour John Boyega.
- Académie des films de science-fiction, fantastique et d'horreur - Prix Saturn 2019 : Legion M Breakout Director pour Steven S. DeKnight.